# 貝爾徹敦 (麻薩諸塞州)
貝爾徹敦（英語：Belchertown）是一個位於美國麻薩諸塞州漢普夏縣的鎮。

## 人口
根據2020年美國人口普查的數據，貝爾徹敦的面積為143.40平方千米，當中陸地面積為136.60平方千米，而水域面積為6.80平方千米。當地共有人口15350人，而人口密度為每平方千米107人。